# 朝鮮半島分断

朝鮮半島の軍事境界線（MDL。青太線）とそれを囲む非武装地帯（DMZ。濃いオレンジ）。

朝鮮半島は1945年から1950年までは38度線によって、1953年から現在までは軍事境界線によって南北に分断されている。

朝鮮半島分断（ちょうせんはんとうぶんだん）では、第二次世界大戦における日本の敗北と降伏に起因する、朝鮮半島が朝鮮民主主義人民共和国と大韓民国に分断された現状を解説する。

## 概要
大戦中、連合国首脳は日本が降伏した後の朝鮮の将来について検討を行い、朝鮮は日本の支配からは解放されるが自治の準備が整ったとみなせるまでは国際的な信託統治下に置かれるとの認識に至った:5–17。大戦末期、アメリカ合衆国は、38度線を境に朝鮮半島を南北に分割してそれぞれアメリカとソビエト連邦の占領地域とする案をソ連側に提示し、ソ連もこの案を受け入れた。
当初この分割は、あくまで信託統治に移行するまでの一時的なものと理解されていた。
1945年12月に開かれたモスクワ三国外相会議では、朝鮮統治については米・英・中・ソ4か国による最長5年間の信託統治とすることで合意に至った。しかしながら、冷戦の勃発といった国際的要因や信託統治反対運動など国内的要因などによって、米ソ間で行われた2年間に亘る信託統治移行交渉は不発に終わり、独立した朝鮮人の統一国家を再興するために合意された唯一の枠組みは事実上無効となった:45–154。
これにより朝鮮問題は国連に付託されることとなったが、1948年の国連決議はソ連にとって許容可能なものとはならず、在朝鮮アメリカ陸軍司令部軍政庁下の南部朝鮮のみで初代総選挙が実施された。
米国の支援を受けた李承晩がこの選挙に勝利した一方で、ソ連の支配する北部朝鮮では金日成が指導者の地位を確立した。1948年8月15日、南部では大韓民国（韓国）が樹立、直後の1948年9月9日に北部で朝鮮民主主義人民共和国（北朝鮮）が建国された。米国は南を、ソ連は北を支援し、南北両政府とも朝鮮半島全体が統治地域であることを主張した。
1950年6月25日、北朝鮮は半島を共産党支配の下で再統一しようと試み、韓国へ侵攻した。後に朝鮮戦争と呼ばれるこの戦争は1950年から1953年まで続き、1953年7月27日に朝鮮戦争休戦協定を締結して休戦したが、半島を非武装地帯 (DMZ) で分断した状態は現在まで続いている。
2018年4月27日に開かれた南北首脳会談において、北朝鮮の最高指導者金正恩と韓国大統領文在寅との間で朝鮮半島の平和と繁栄、再統一のための板門店宣言が採択された。同年9月の南北首脳会談では、監視所の解体や軍事衝突を防ぐための緩衝地帯の設置など、国境沿いの統一に向けていくつかの行動が取られた。同年12月12日には非武装地帯での監視所撤去作業が行われ「南北双方の兵士が史上初めて平和的に軍事境界線 (MDL) を越えた」ことが報じられた。

## 歴史的背景

### 日本統治時代（1910年 - 1945年）
1905年に日露戦争が終結して大韓帝国は日本の保護国となり、1910年に日本に併合された（韓国併合）。大韓帝国初代皇帝高宗は1907年に退位させられた。その後数十年の間、朝鮮では独立を求める民族主義者や急進派などのグループが現れたが、見解や手法の相違によりひとつの運動としてまとまることはなかった:156–160。また中国（中華民国）上海で結成された亡命政府的組織である大韓民国臨時政府も朝鮮人民に広く認められるにはいたらなかった:159–160。

### 第二次世界大戦

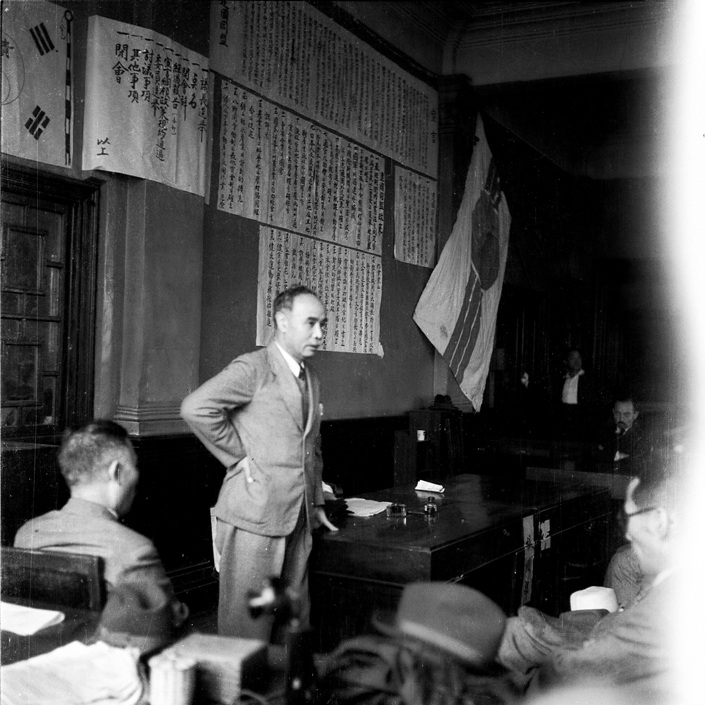
1945年8月16日、京城府（現ソウル）の朝鮮建国準備委員会で演説を行う呂運亨。

第二次世界大戦中の1943年11月に行われたカイロ会談において、米大統領フランクリン・ローズヴェルト、英首相ウィンストン・チャーチルと国民政府主席蔣介石は、日本は武力で奪取・占領した地域をすべて喪失しなければならないことで合意した。
会談を経て「三大国は朝鮮人民の奴隷状態に留意し、朝鮮をやがて自由かつ独立のものとする」ことを表明したカイロ宣言が発表された。
米国はフィリピンをモデルに朝鮮の信託統治を構想し、1943年の夏から秋にかけて主要連合国と協議しようとしたが、英国はこれを拒絶し続けた。ローズヴェルトは1943年11月のテヘラン会談と1945年2月のヤルタ会談でヨシフ・スターリンに信託統治構想を持ち掛けた。スターリンは構想に反対はしなかったが、信託統治の期間は「短ければ短いほど望ましい」と答えたという:187–188。
このテヘラン会談とヤルタ会談において、スターリンは欧州での勝利の2～3か月後に太平洋戦線で連合国に加勢して対日参戦すると密約した。広島に原爆が落とされた2日後、長崎に原爆が落とされる前日の1945年8月8日、ソ連は日本に対して宣戦を布告した。
対日戦が始まると、ソ連軍司令官アレクサンドル・ヴァシレフスキーは朝鮮人民に日本への反抗を求め「自由と独立の旗をソウルに掲げよ」と呼びかけた。

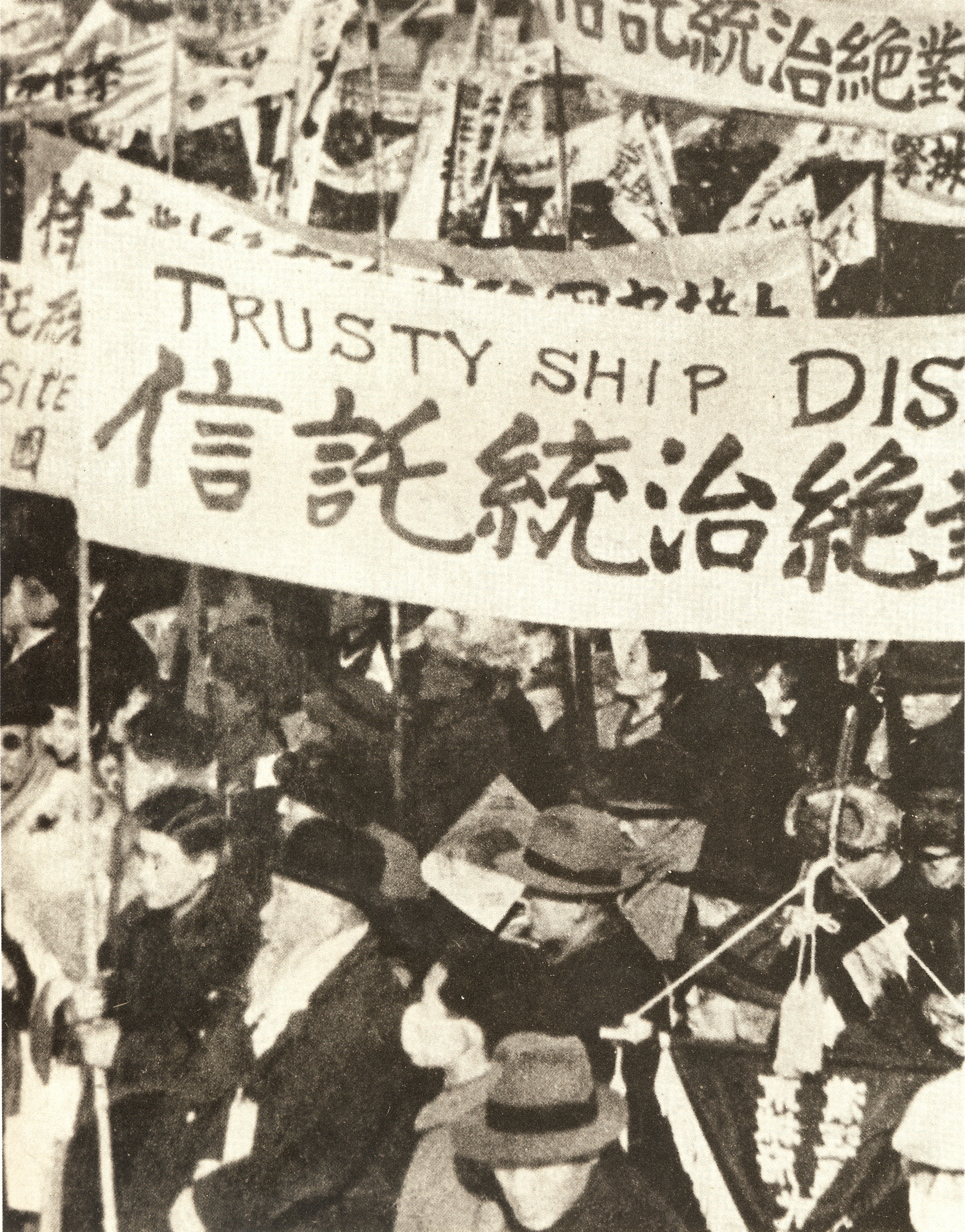
1945年12月連合軍の信託統治に抗議する韓国市民。

ソ連軍の侵攻は早く、米国政府は沖縄にいた米軍主力の到着前にソ連が半島すべてを占領してしまうことを憂慮して、事前に米ソの境界線を設定しようとした。1945年8月10日、ディーン・ラスク大佐とチャールズ・ボーンスティール大佐という二人の若い将校が米軍の占領地域を確定する任務に就いた。突然の通知で何の準備もしていなかった二人は、雑誌ナショナル ジオグラフィックの壁掛け地図を元に30分ほどで北緯38度で朝鮮半島を分割する素案を作成した。これは朝鮮の国土をおよそ半分にし、かつ首都ソウルをアメリカの支配下に置くものであった。朝鮮問題の専門家には誰一人相談しなかった。二人は40年前、革命前のロシア帝国と日本が同じ線で朝鮮分割を協議していたことすら知らなかった。ラスクは後に、もし知ってたらまず間違いなく他の線を選んでいたと述べている。
この分割により朝鮮の人口は南部アメリカ側で1600万人、北部ソ連側では900万人となった。ラスクは「米軍が現実的に到達可能な線よりさらに北に分割線を設定してもそれにソ連が同意しない場合も考えた、、、我々は朝鮮の首都をアメリカ軍の管轄内に含めることが重要だと感じていた」と述べている。また「直ちに動員できる米軍の数が少ないという現実に直面しており、時間と距離の問題からソ連軍よりも先に北部の奥地まで占領地域を広げるのは困難であった」ことも指摘している。
アメリカ側にとって驚きだったことに、ソ連側はすんなりとこの分割案を受け入れた。
この合意内容は、日本の降伏に続いて発令された一般命令第一号（1945年8月17日承認）に盛り込まれた。
ソ連軍は8月14日までに陸海両面での上陸作戦を開始し、朝鮮半島北東部を制圧して8月16日に元山を占領、8月24日にソウルに次ぐ半島第二の都市平壌を制圧した。
日本の最後の朝鮮総督であった陸軍大将阿部信行は1945年8月のはじめ頃から権力移行準備のため複数の大物朝鮮人と接触した。8月に左派政治家呂運亨を委員長とする朝鮮建国準備委員会（CPKI、建準）が発足し、同月中に朝鮮各地に支部がつくられた。1945年9月6日ソウルで議会が招集され、短命に終わることになる「朝鮮人民共和国」の樹立が宣言された。議会の総意により、アメリカに亡命していた保守派の長老、李承晩が主席に指名された。

## 第二次世界大戦後

### 分割（1945年9月2日以降）

#### ソ連による北朝鮮支配

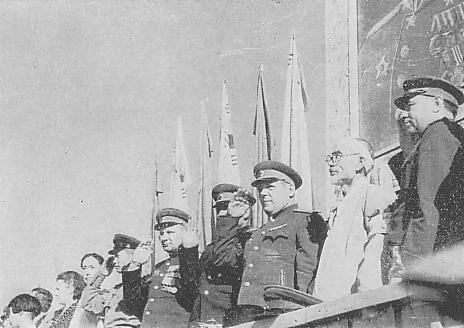
1945年10月14日、平壌で開かれたソ連解放軍歓迎平壌市民大会

大戦末期北部朝鮮に侵攻したソ連軍は、日本軍からはほとんど抵抗を受けず、一方で様々な朝鮮人グループから支援を受けた。
8月24日に平壌入りしたソ連軍は、平壌に平南人民政治委員会を設立し曺晩植を委員長に据えた。
ソ連軍はこうした「人民委員会」（ソ連に友好的な組織）の機能を認めていた。1945年9月、ソ連当局は独自の通貨「赤軍ウォン」を発行した。
第二次大戦で多大な損失を被ったソ連には、朝鮮半島に完全な衛星国を作るだけの資源も意思もなかった。このため北部朝鮮は東欧諸国に比べてより高いレベルでの自治が許される形となった。
ソ連政府は、社会主義国家を建設する目的で、ソビエト連邦内に住んでいた多くの朝鮮人を北部朝鮮に連れてきており、その中にはソ連共産党員も少なからずいた。
南部朝鮮とは異なり、旧日本軍当局はソ連には事実上何の援助もせず、工場や鉱山、公式記録を破壊さえした。
ソ連占領期、ソ連兵は日本人と朝鮮人の両方に対して広範囲にわたって強姦と略奪を行った。ソ連兵たちは略奪品を本国に送ることすら許されていた。こうした暴虐は1946年1月に憲兵隊が朝鮮に到着するまで減ることはなかった。
1946年、ソ連の政治将校テレンティ・シトゥイコフが行政の責任者となり、低迷する経済を立て直すためソ連政府に予算陳情を始めた。シトゥイコフは大戦末期に満洲でソ連軍から訓練を受けていた金日成を強力に支援し、このことが金日成台頭を決定的なものとした。1946年2月、金日成の下で北朝鮮臨時人民委員会と呼ばれる北朝鮮の臨時政府が結成された。平壌の政府上層部では、新政府における権力の座を狙って様々な勢力が工作を行い、対立と権力闘争が繰り広げられた。
1946年12月、シトゥイコフは他の2人のソ連将官と共に（朝鮮人は同席しなかった）その後行われた北部朝鮮議会の選挙結果を「調整」した。
シトゥイコフらは「政党間の議席の正確な配分、女性議員の数、そしてより広範には、議会の正確な社会的構成」を決定し、実際に誕生した議会はわずかな修正があったもののほぼシトゥイコフの指示通りの構成であった。1948年に成立した北朝鮮憲法の草案にはスターリン自ら手も加えている。
1946年3月、臨時政府は抜本的な土地改革を実施した。日本人やその協力者の地主の土地を没収して貧しい農民に再分配した。多くの貧しい民間人と農業労働者を人民委員会の下に組織し、全国的な大衆運動によって旧土地階級の支配を打破した。地主たちは、かつて土地を借し与えていた貧しい民間人と同じだけの土地しか維持することができなくなり、土地の分配ははるかに平等になった。北朝鮮の土地改革は、中国やベトナムよりも暴力的ではない方法で達成された。アメリカの公式記録によれば「誰に聞いても村々の元の指導者たちは政治勢力として流血に訴えることなく排除されたが、彼らが権力の座に復帰することのないように細心の注意も払われた」という。農民たちはこうした状況を好意的に受け止めた。多くの親日派（日本への協力者）、地主、キリスト教徒が南へ逃れ、中には韓国の新政府で新たな地位を得たものもいた。米軍政庁によれば、40万人の朝鮮人が難民として南下した。
また主要産業は国有化された。日本は農業とサービス業を朝鮮南部に、重工業を北部に集中させていたため、経済状況は南部と同様に北部も厳しいものだった。
ソ連軍は1948年12月10日に撤収した。

#### 米軍の南朝鮮占領統治

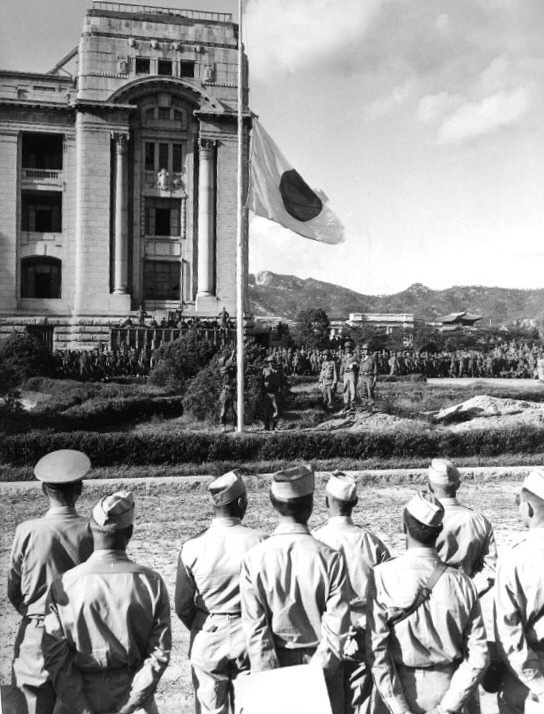
1945年9月9日、ソウルで行われた降伏調印式で、朝鮮総督府の日本国旗が降ろされる様子。

アメリカ政府のソ連の膨張への恐れと、日本当局からの権力の空白に対する警告を受けて、アメリカ占領軍の出港日は三度も前倒しされた。
1945年9月7日、米最高司令官ダグラス・マッカーサーは朝鮮人民に向けて第一号宣言を発し、38度線以南の朝鮮における軍政の実施と軍政期間中は公用語を英語とする旨を布告した。
同日ジョン・リード・ホッジ中将の軍政庁長官就任を発表。ホッジ指揮下の米占領軍は1945年9月8日に仁川（インチョン）に上陸し、在朝鮮アメリカ陸軍司令部軍政庁（USAMGIK）の南朝鮮軍政が開始された。
連合国最高司令官であったマッカーサーは、ワシントンDCからの明確な命令や主導がなかったため、1945年から1948年まで朝鮮半島南部を担当することになった。
統合参謀本部や国務省からはマッカーサーに韓国をどのように統治するかという計画や指針は与えられていなかった。
ホッジはワシントンD.C.ではなく、マッカーサーと東京のGHQ（総司令部）に直接報告した。
1945年から1952年までのアメリカによる日本占領が非常に平和で安定していたのに比べ、米軍による3年間の南朝鮮占領統治（ブラックリスト・フォーティ作戦）は混沌と波乱に満ちたものだった。
ホッジ指揮下の第24軍団は戦闘のための訓練はされていたが、植民地支配後の朝鮮半島南部に出現した多様な政治グループ（親日協力者、親ソ共産主義者、反ソ共産主義者、右翼グループ、朝鮮民族主義者など）を相手とするような外交や交渉の訓練は受けていなかった。また1945年の後半の時点で極東にいた米軍や国務省の中には、朝鮮語を話せるアメリカ人はひとりもいなかった。このため南部朝鮮人の間では、実際のところ国を動かしているのは朝鮮人通訳だというジョークも飛び交った。
中国で活動していた大韓民国臨時政府は通訳3人を含む代表団をホッジのもとに送ったが、ホッジはこの代表団との面会を拒否した。さらにホッジは樹立を宣布して間もない朝鮮人民共和国とその人民委員会を承認することを拒否し、12月12日にはこれを非合法とした。
1945年12月までに50万人以上、1946年8月までに78万6千人の日本人民間人、つまり朝鮮のほぼすべての産業における管理者や技術者の大多数が日本へ強制送還させられた。朝鮮経済は混乱して深刻な物価上昇が起こり、1946年夏には配給と価格統制が実施された。
1946年9月、数千人の労働者と農民が軍事政権に反対して蜂起した。この蜂起はすぐに鎮圧され、10月に予定されていた韓国暫定立法議会の選挙を阻止することはできなかった。選挙違反の広範な疑惑を調査するため、議会の開会は12月に延期された。
熱烈な反共主義者であった李承晩は、大韓民国臨時政府の初代大統領を務めた後アメリカで親韓派のロビイストとして活動し、南朝鮮における最も著名な政治家となっていた。李承晩はアメリカ政府に対して、信託統治交渉を断念し朝鮮南部に朝鮮の独立共和国を創設するよう圧力をかけた。1947年7月19日、左右合作に尽力した最後の有力政治家であった呂運亨が、北朝鮮からの難民で民族主義右翼団体の活動的なメンバーであった19歳の男、韓智根によって暗殺された。
アメリカ軍政庁と成立したばかりの韓国政府に対する左派の反政府活動が、北朝鮮が支援したものも含めて多発したが、やがて鎮圧され、その後の数年間で3万人から10万人もの人々が殺害された。その犠牲者の多くは済州島四・三事件によるものであった。

### 米ソ共同委員会
1945年12月に開かれたモスクワ三国外相会議において、連合国は、ソ連、アメリカ、中華民国、イギリスによる最長5年間の朝鮮信託統治案に合意した。朝鮮人民の多くは即時独立を要求したが、ソビエト共産党と緊密に連携していた朝鮮共産党は信託統治を支持した。歴史家のフョードル・テルティツキーによれば、1945年の文書を見る限りソ連政府は当初朝鮮半島を恒久的に分割する計画はなかったという。
1946年と1947年に米ソ共同委員会が開催され、統一政権に向けた取り組みが行われたが、冷戦による対立の激化と韓国側の信託統治に対する反対により協議が進展することはなかった。1946年、ソ連は呂運亨を統一朝鮮の指導者として提案したが、アメリカはこれを却下した。こうした状況の中、南北の分裂はより深まっていった。占領国間の政策の違いは政治の二極化をもたらし、南北間の人口移動をもたらした。1946年5月には許可なく38度線を越えることが違法となった。1947年9月の共同委員会の最終会議で、ソ連代表のシトゥイコフは、ソ連軍とアメリカ軍双方が撤退し朝鮮人民に独自の政府を樹立する機会を与えることを提案した。これはアメリカによって拒否された。

### 国連の介入と個別政府の樹立

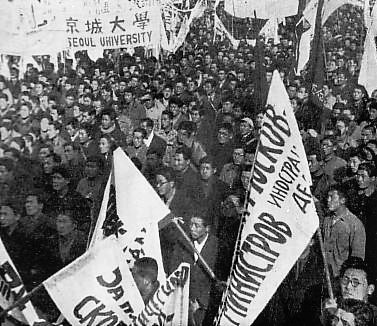
1946年、米ソ共同委員会を支持するデモを行う南朝鮮民衆。

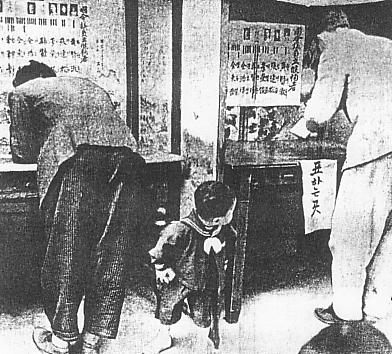
1948年5月10日に行われた南朝鮮初代総選挙。

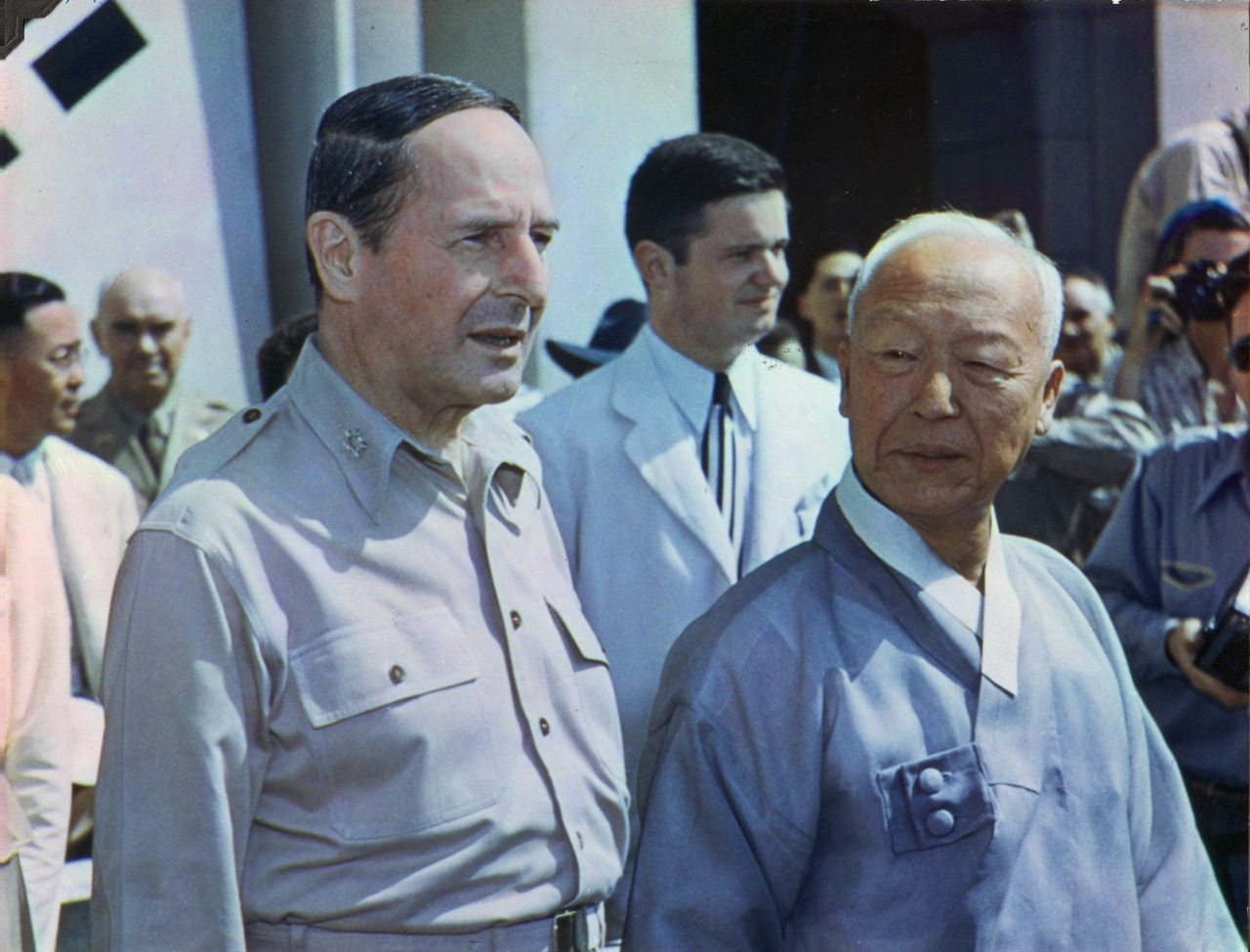
1948年8月15日、連合国軍最高司令部からの引継式に臨むマッカーサーと李承晩。

共同委員会による協議の進展が失敗に終わったことから、アメリカは1947年9月、この問題を国連に上呈した。ソ連は国連の関与に反対した。国連は1947年11月14日、自由選挙の実施、外国軍の撤退、国連臨時朝鮮委員会（UNTCOK）の設置などを宣言した決議を採択した。だがソ連は採決自体をボイコットし、決議には拘束力が無く国連が公正な選挙を保証することはできないと主張した。ソ連の協力が得られなかったため、国連が監督する選挙は南部のみで実施することが決定された。これは、南北別個での選挙に異議を唱えたK・P・S・メノン委員長の報告にも反するものであった。UNTCOK代表団の中には、南部の状況が右翼候補に不当に有利であると考える者もいたが、そうした意見は顧みられることはなかった:211–212。
南北別々に選挙を行うという決定は、当然のことながらそれが恒久的な分断の始まりに過ぎないことを理解する多くの朝鮮人の不興を買った。1948年2月にはこの決定に抗議するゼネラル・ストライキも行われた。4月には国家の分裂に対して済州島民が蜂起し、大規模な反乱へと発展して弾圧される事件も発生した（済州島四・三事件）。韓国が独立した1948年8月以降、反乱への弾圧が激化した。暴動・反乱は1949年5月までには大部分が鎮圧され、2万5千人から3万人が死亡し、村落の70%が韓国軍によって焼き払われた。朝鮮戦争が勃発すると、暴動は再び激化した。
1948年4月、南北組織の合同会議が平壌で開催された。南朝鮮の政治家金九と金奎植が会議に出席し、他の政治家や政党と共に南朝鮮の総選挙をボイコットした:211,507。この会議では統一政府の樹立と外国軍の撤退が求められた。李承晩とホッジは会議を非難した。金九は翌年暗殺された。
1948年5月10日、南朝鮮で初代総選挙が行われた。選挙は暴力と脅迫の中、李承晩と敵対する勢力が選挙をボイコットする中で行われた。8月15日、「大韓民国」（通称 韓国）は正式に米軍政庁から権力を移譲され、李承晩が初代大統領となった。米軍政庁は正式に解散し、韓国軍の訓練と支援を行うために在韓米軍事顧問団が設立された。米軍は撤退を開始し、1949年までに撤退を完了した。一方、北部朝鮮では9月9日に「朝鮮民主主義人民共和国」（北朝鮮）が建国され、金日成が首相の座に就いた。
1948年12月12日、国連総会はUNTCOKの報告書を受け、大韓民国を「朝鮮における唯一の合法的な政府」と宣言した。だがUNTCOKの委員は誰一人として選挙によって合法的な国会が設立されたと考えていなかった。委員会の代表者を擁するオーストラリア政府は、当該選挙について「満足とは程遠い」と表明している。
南部では暴動が続いていた。1948年10月、韓国軍の一部連隊が済州暴動の鎮圧を拒否して政府に反乱を起こすという麗水・順天事件が起こった。1949年、李承晩政府は政敵を監視・再教育するために「保道連盟」という組織を設立した。だがこの保道連盟加盟者の大多数は、強制的に加盟させられた罪のない農民や民間人であった。その後保道連盟加盟者およびその家族は朝鮮戦争の開始時に韓国政府当局によって処刑された（保導連盟事件）。1949年12月24日、韓国軍は共産主義支持者と疑われた聞慶市民やその家族を虐殺し、共産主義者にその責任を押し付けた（聞慶虐殺事件）。

## 朝鮮戦争
千年以上統一状態であった朝鮮半島の分断は、両政権にとって論争を巻き起こすがあくまで一時的なものと見なされた。1948年から内戦が勃発する1950年6月25日までの間、国境沿いでは流血を伴う衝突が何度も発生した。
1950年、北朝鮮が韓国に侵入するとこうした衝突が一気にエスカレートし、朝鮮戦争勃発の引き金となった。
朝鮮南部を守るため国連が介入し、米国主導の軍を派遣した。国連軍が到着する前に南部をほぼ占領した朝鮮民主主義人民共和国（北朝鮮）は、自ら政権の下で朝鮮を統一しようと目論み、産業の国有化、土地改革、人民委員会の復活などを始めた。

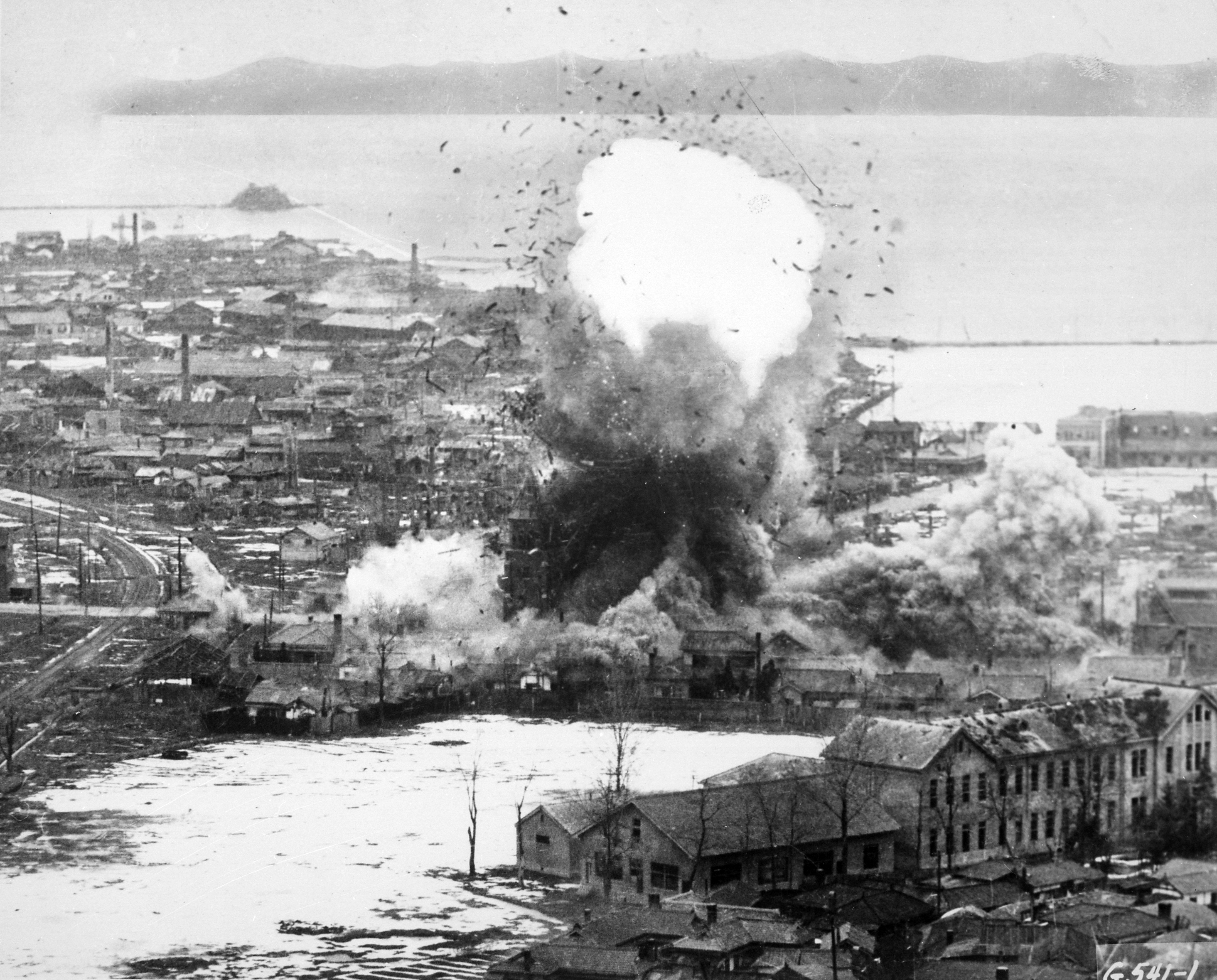
1951年、米軍機の爆撃を受ける元山港。

国連の介入は38度線の国境回復を想定したものだったが、李承晩は北朝鮮の攻撃によって国境は消滅したと主張した。同様に国連軍最高司令官ダグラス・マッカーサーも、北朝鮮軍を国境の向こう側に追い返すだけでなく、朝鮮を統一するつもりであると述べている。だがアメリカ主導軍による反撃開始までに、北朝鮮は半島南部の90%を制圧していた。北朝鮮軍が南から追い出される中、韓国軍は10月1日に38度線を越え、その1週間後にアメリカ軍と他の国連軍も追従した。これは、アメリカ軍が38度線を越えた場合には介入するとの中華人民共和国（中国）からの警告にもかかわらずであった。北を占領した韓国は、今度は韓国国家警察による強制的な政治教化によって国家を統一しようとした:281–282。だが米国主導の国連軍が北部に進出すると中国が反撃を開始し、米・国連軍は南部に追い返された。

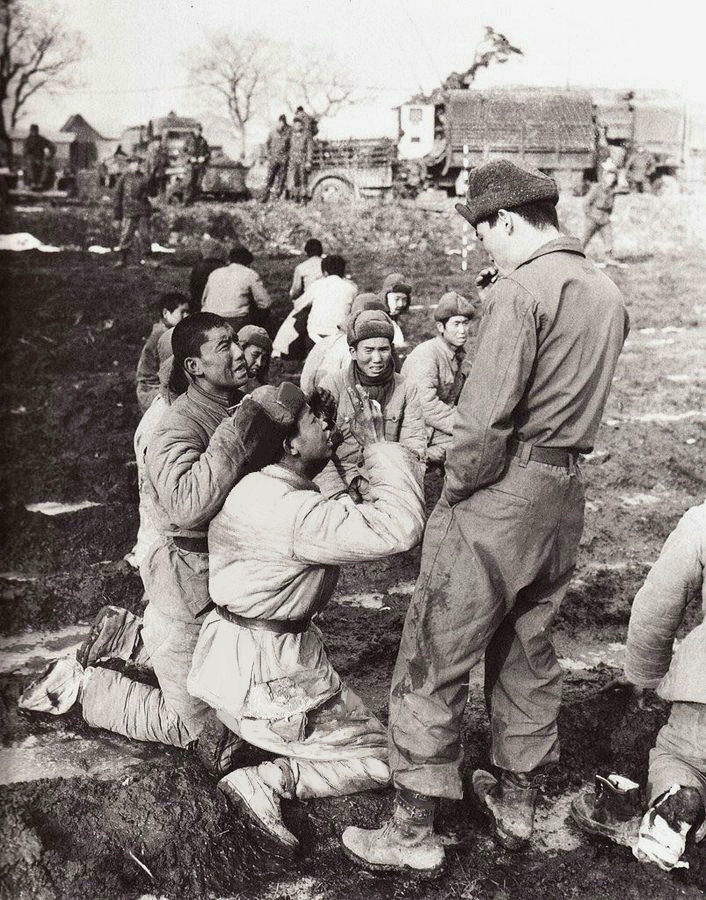
処刑をおそれ韓国兵に命乞いをする中国兵捕虜、1951年。

1951年、前線は38度線付近で停滞し、双方は休戦を検討し始めた。しかし、李承晩は朝鮮が自らの指導の下で統一されるまで戦争を継続するよう要求した。共産主義陣営は38度線に基づく休戦ラインを支持したが、国連は軍事的に防衛可能かつ双方が保持する領土に基づく休戦ラインを支持した。アメリカ側が策定した国連の立場は、交渉に至るまでの合意とは異なるものであった。当初アメリカは、前線よりもはるか北にある平壌を通過する線（39度線）を提案していた。中国と北朝鮮は最終的に38度線ではなく軍事境界線上に国境を設けることに同意したが、意見の相違により交渉プロセスは複雑かつ長期におよぶものとなった。

## 休戦

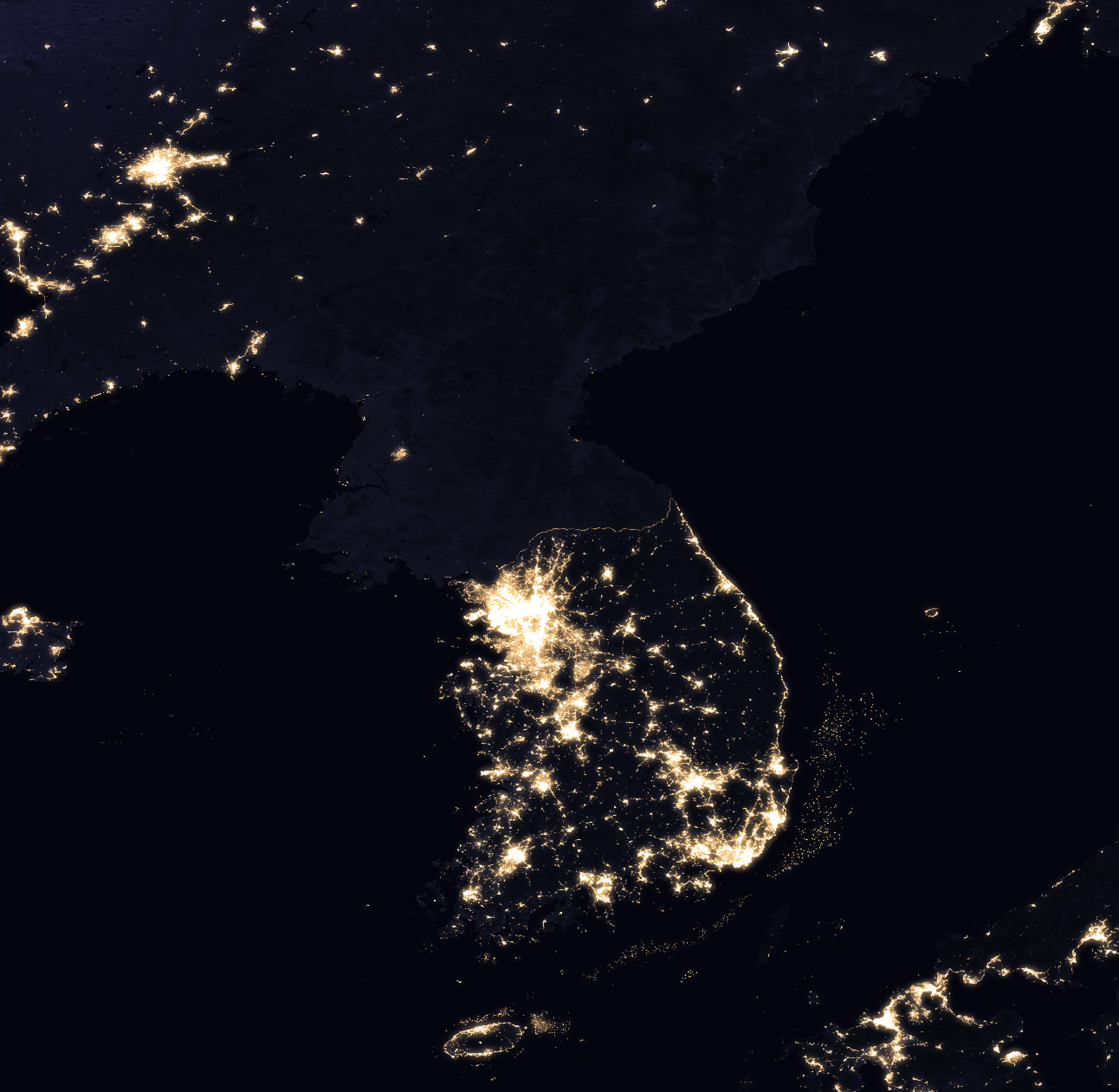
2016年の夜間衛星写真。南の光量は北よりも多く、半島の分断は宇宙からも確認することができる。

3年間におよぶ戦争を経て朝鮮戦争休戦協定が調印された。両陣営は、非武装地帯（Korean Demilitarized Zone、DMZ）と呼ばれる幅4キロメートル（2.5マイル）の緩衝地帯を両国間の軍事境界線（Military Demarcation Line、MDL）上に設けることで合意した。この新たな「国境」は戦争終了時に双方が保持していた領土を反映させたもので、北緯38度線を斜めに横切っている。なお李承晩は休戦協定の受け入れを拒否し、武力による祖国の統一を主張し続けた。両陣営とも半島統一を目標に掲げていたが、実際にはこの朝鮮戦争によって朝鮮半島の分断は長期化し、韓国と米国の間に恒久的な同盟が結ばれ、半島南部に米軍が常駐することとなった。
休戦協定の規定に従い、1954年にジュネーヴで開催された和平会談で朝鮮半島問題が協議された。だが多くの関係国の努力にもかかわらず、会談は朝鮮の統一宣言を出すことなく終了した。
1953年、休戦協定に基づき中立国監視委員会（NNSC）が設立され休戦状態を監視している。設立以来スイスとスウェーデンの軍人がNNSCのメンバーとして軍事境界線付近に駐留している。ポーランドとチェコスロバキアも北朝鮮が選んだ中立国として監視委員会に加わったが、これらの国が資本主義を受け入れた後北朝鮮は両国の監視員を追放した。

## 休戦後の両国関係

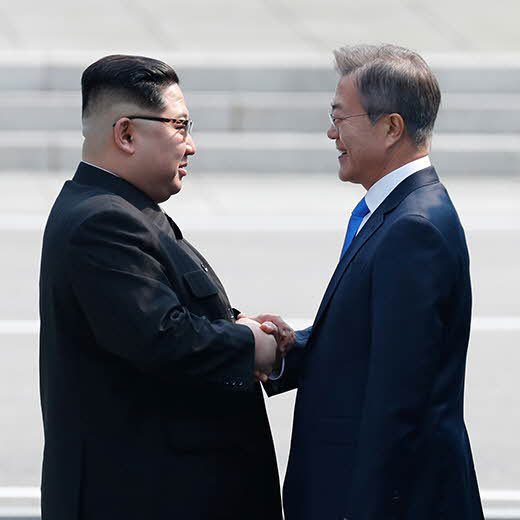
軍事境界線上で握手する金正恩委員長と文在寅大統領（右）。

戦後、朝鮮半島は軍事境界線を境に分断されたままとなった。南北は依然として紛争状態にあり、対立する政権はどちらも自らが半島全体の正統な政府であると主張している。交渉は散発的で統一に向けた持続的な進展には至っていない。

2018年4月27日、北朝鮮の金正恩朝鮮労働党委員長と韓国の文在寅大統領が板門店で首脳会談を行った。両首脳が署名した板門店宣言では、半島の統一に向けた南北関係の改善、軍事的緊張状態の緩和、平和体制の樹立を目指すことなどが宣言された。 
2018年11月1日、陸海空での敵対関係の終結を確実にするために、DMZ全域に緩衝地帯が設置された。緩衝地帯は韓国西海の徳積島の北側から草島南までの135キロ区間、東海は束草市の北から北朝鮮通村郡の南まで設定された。さらに飛行禁止区域も設定された。
このように南北間で融和ムードが流れていた時期もあったが、2019年2月に行われた第2回米朝首脳会談が決裂に終わった直後から、金正恩は急速に対韓国敵視政策をとるようになった。その後北朝鮮では、韓流を念頭に外国文化流入に対する取り締まりを大幅に強化する反動思想文化排撃法・青年教養保障法・平壌文化語保護法・敵地物処理法の制定（2020年 - 2023年）、2018年に締結した南北軍事合意の破棄（2023年11月）などの対韓国措置が次々と打ち出され、2023年7月10日には韓国に対する呼称をそれまでの「南朝鮮」から「大韓民国」へ改め、統一政策に関する記述をメディアから削除するなど、韓国を統一の対象ではない別の国家として扱い始めたとみられた。時系列は前後するが、後述する「敵対的2国家政策」については2021年頃から研究・模索されてきたと指摘されており、その背景には、革命の主体を民族ではなく人民におく「わが国家第一主義」によるナショナル・アイデンティティーの強化、核戦力の充実による対アメリカ・韓国抑止力の確保があると考えられている。
そして2023年12月末に行われた朝鮮労働党中央委員会第8期第9回拡大総会で金正恩は、南北関係を「もはや同族関係、同質関係ではない、敵対的な2つの国家の関係、戦争中にある2つの交戦国の関係」と定義する「敵対的2国家政策」を提唱し、翌2024年1月5日には朝鮮人民軍総参謀部が「今後これ以上韓国とは同じ民族ではない」と宣言した。
「敵対的2国家政策」に基づき2024年以降、朝鮮民主主義人民共和国社会主義憲法内の南北統一を前提とした記述の削除、対南機関（祖国平和統一委員会・民族経済協力局・金剛山国際観光局）の廃止、平釜線（平壌駅 - 都羅山駅）の南北連結区間のうち北側区間の完全な破壊など「韓国との境界地域（軍事境界線）の全ての連携を徹底的分離」する措置が進められ、同年10月には南北間を連結する鉄道および道路の北側区間を爆破して閉鎖した。
同時期の韓国では、尹錫悦政権が北朝鮮に対する強硬路線（「力による平和」）を執ると共に、尹錫悦が「共産全体主義」とみなす北朝鮮に対抗して「自由民主主義国家」としてのアイデンティティを強調する動きが見られた。一方、韓国国民の間では北朝鮮による「敵対的2国家政策」や南北統一に対する無関心的世論が広まっている。

## 大衆文化

### 歴史ドラマ
- 黎明の瞳 （1991年-1992年 MBC）
- 野人時代 （2002年-2003年 SBS）
- ソウル1945 （2006年 KBS1）

## 関連書籍
- Fields, David. Foreign Friends: Syngman Rhee, American Exceptionalism, and the Division of Korea. University Press of Kentucky, 2019, 264 pages, ISBN 978-0813177199
- Hoare, James; Daniels, Gordon (February 2004). “The Korean Armistice North and South: The Low-Key Victory [Hoare; The British Press and the Korean Armistice: Antecedents, Opinions and Prognostications [Daniels]”]. The Korean Armistice of 1953 and its Consequences: Part I (Discussion Paper No. IS/04/467 ed.). London: The Suntory Centre (London School of Economics)
- Lee, Jongsoo. The Partition of Korea After World War II: A Global History. Palgrave Macmillan, 2006, 220 pages, ISBN 978-1-4039-6982-8
- Oberdorfer, Don. The Two Koreas : A Contemporary History. Addison-Wesley, 1997, 472 pages, ISBN 0-201-40927-5